# Équipe de Belgique de football en 1904
Maillots
Chronologie
Saison précédente Saison suivante
L'équipe de Belgique de football dispute en 1904 la première rencontre officielle de son histoire. C'est en effet à partir de cette année-là qu'une fédération internationale de football voit le jour, conduisant la FIFA à voir dans cette année les premiers matchs officiels. Sur le versant sportif, la sélection belge termine cette première sur un nul contre l'équipe de France. Pour la troisième fois consécutive, elle remporte également la Coupe Van den Abeele face aux Néerlandais.

## Résumé de la saison

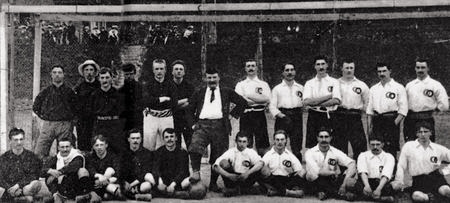
Le 1 mai 1904 : équipe belge (à gauche) et équipe française (à droite) encadrant l'arbitre John C. Keene, posant avec le ballon du match.

Dans le cadre de l'amitié franco-belge, le mécène Évence Coppée décide d'organiser un match de football entre l'équipe de Belgique et l'équipe de France,. C'est ainsi que se tient le dimanche 1er mai 1904, au stade du Vivier d'Oie à Uccle, la toute première rencontre qualifiée d'officielle pour chacune des deux formations. Le match s'achève sur le partage du score (3-3),,,. Comme il n'a pas été prévu de prolongation, les équipes se partagent le trophée.
Cette rencontre amicale est surtout également l'occasion pour plusieurs dirigeants-pionniers de se rencontrer et de parfaire de vive voix de nombreux échanges jusqu'alors épistolaires autour d'un projet commun : la création d'une fédération mondiale du football. Celle-ci verra le jour quelques semaines plus tard, le 21 mai à Paris, principalement sous l'impulsion de Robert Guérin, secrétaire du comité football de l'Union des sociétés françaises de sports athlétiques (USFSA), et du Belge Louis Mullinghaus. Les membres fondateurs sont : les Pays-Bas, la Belgique, la Suède, le Danemark, la Suisse, l'Espagne et la France.
Toutes les rencontres disputées cette année-là par ces nations sont dès lors considérées comme « officielles » par la Fédération internationale de football association (FIFA).
Auparavant, la Belgique avait reçu, le 3 janvier à Anvers et dans le cadre de la Coupe Van den Abeele, une nouvelle sélection néerlandaise, toujours rassemblée par Cees van Hasselt (nl),, joueur et entraîneur au Sparta Rotterdam, et s'était imposée (6-4),,,, pour la quatrième fois consécutive.

## Les matchs
| Non officiel Coupe Van den Abeele                               | Belgique           | 6 - 4   | Pays-Bas                                                  | Kiel Anvers, Belgique       |                             |
| 3 janvier 1904 · 14:00 heure locale · Historique des rencontres | H. Potts · R. Feye | (2 – 2) | Kamperdijk (nl) · Bekker (nl) · van den Berg · Wollenberg | Arbitrage : Herbert Willing | Arbitrage : Herbert Willing |

| Match amical Trophée Évence Coppée                            | Belgique                         | 3 - 3   | France                               | Stade du Vivier d'Oie Uccle, Belgique                  |                                                        |
| 1er mai 1904 · 16:30 heure locale · Historique des rencontres | Quéritet 7e 50e · Destrebecq 65e | (1 – 2) | Mesnier 12e · Royet 13e · Cyprès 87e | Spectateurs : 1 500 Arbitrage : John C. "Daddon" Keene | Spectateurs : 1 500 Arbitrage : John C. "Daddon" Keene |
| 1er mai 1904 · 16:30 heure locale · Historique des rencontres | Rapport                          |         |                                      | Spectateurs : 1 500 Arbitrage : John C. "Daddon" Keene | Spectateurs : 1 500 Arbitrage : John C. "Daddon" Keene |

Note : Première rencontre officielle entre les deux nations.

## Les joueurs
| Joueurs                  | Joueurs                  | Non officiel | Amical |
| ------------------------ | ------------------------ | ------------ | ------ |
| Gardiens de but          |                          |              |        |
| Marcel Feye              | Racing Club de Bruxelles | 90           |        |
| Alfred Verdyck           | Antwerp FC               |              | 90,    |
| Défenseurs               |                          |              |        |
| Albert Friling           | Beerschot AC             | 90           | 90     |
| Ernest Moreau de Melen   | FC Liégeois              | 90           |        |
| Hector Tasson            | Racing Club de Bruxelles | 90           |        |
| Edgard Poelmans          | Union Saint-Gilloise     |              | 90     |
| Guillaume Vanden Eynde   | Union Saint-Gilloise     |              | 90     |
| Charles Cambier          | FC Brugeois              |              | 90     |
| Milieux                  |                          |              |        |
| Henri Dedecker           | Racing Club de Bruxelles | 90           |        |
| Camille Van Hoorden      | Racing Club de Bruxelles | 90           | 90     |
| Maurice Tobias           | Union Saint-Gilloise     | 90           | 90     |
| René Feye                | Racing Club de Bruxelles | 90           |        |
| Alexandre Wigand         | Union Saint-Gilloise     |              | 90     |
| Attaquants               |                          |              |        |
| Francis Dessain          | Léopold Football Club    | 90           |        |
| Herbert Potts            | Beerschot AC             | 90           |        |
| Paul Blanchard           | Racing Club de Bruxelles | 90           |        |
| Georges Quéritet         | Racing Club de Bruxelles |              | 90 ,   |
| Pierre-Joseph Destrebecq | Union Saint-Gilloise     |              | 90 ,   |
| Charles Vanderstappen    | Union Saint-Gilloise     |              | 90     |

1. 1 2 3 4 5 6 7 8 9 10 11  Première sélection officielle pour le joueur.
2. 1 2  Dernière sélection officielle pour le joueur.
3. 1 2  Premier but officiel pour le joueur.